# Levitación (ilusionismo)

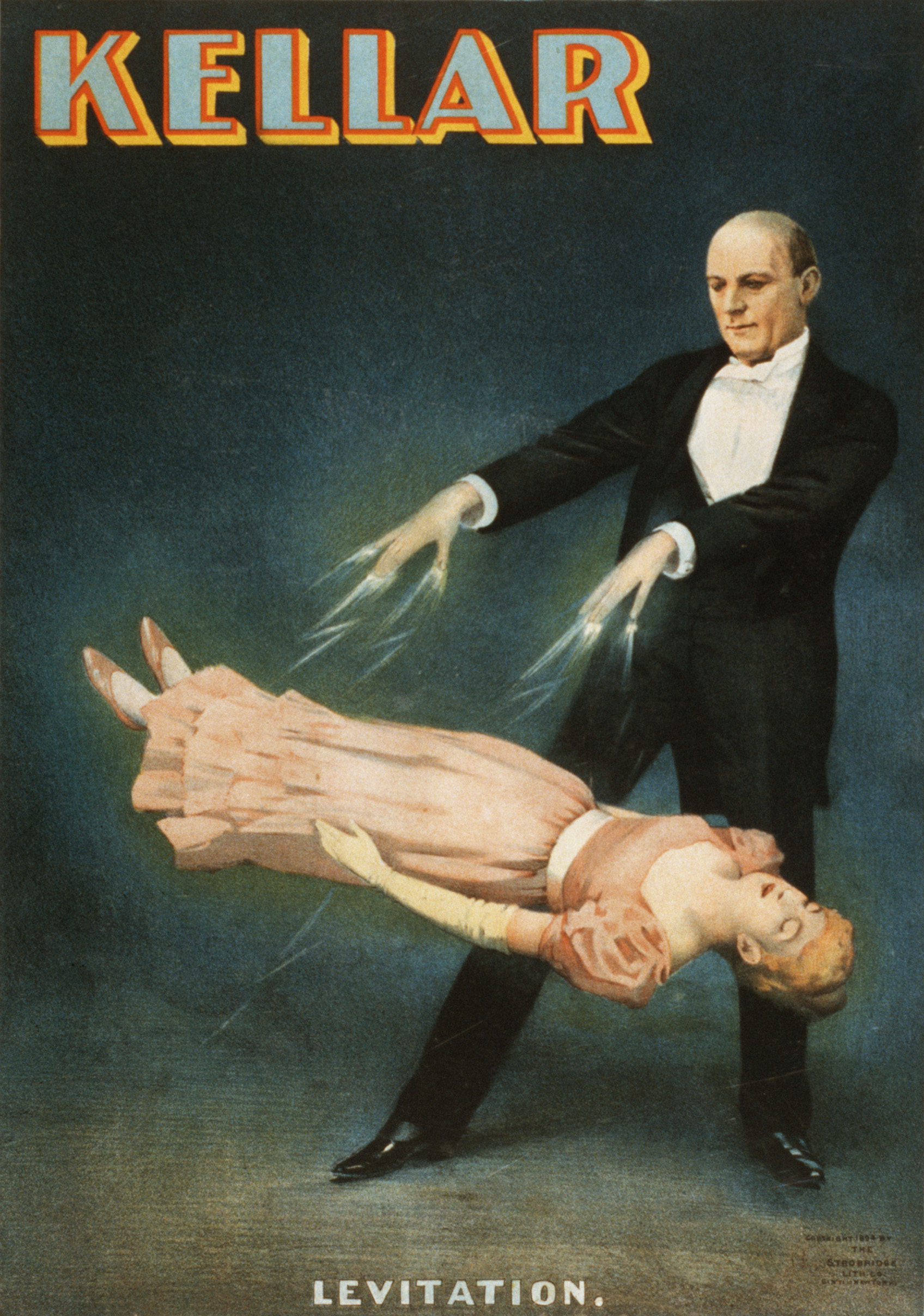
Un cartel que muestra a Harry Kellar realizando el número de la "Levitación de la Princesa de Karnac"

Una ilusión de levitación es aquella en la que un mago parece desafiar la gravedad haciendo que un objeto o una persona flote en el aire. El sujeto puede parecer levitar sin ayuda, o puede realizarse con la ayuda de otro objeto (como una bola plateada flotando alrededor de una tela), en cuyo caso se el truco se denomina una "suspensión".
Se utilizan varios métodos para crear tales ilusiones. La levitación de un mago o asistente se puede lograr mediante una plataforma oculta o cables convenientemente disimulados, o en ilusiones de menor escala poniéndose de puntillas de una manera que oculta el pie que toca el suelo.

## Levitación de personas

### Levitación de Asrah
En la levitación de Asrah, un asistente se tumba y está completamente cubierto con un paño. A continuación, parece levitar debajo de la tela, antes de flotar lentamente hacia abajo. Cuando el mago retira la tela, se ve que el asistente ha desaparecido.
El truco utiliza una estructura de alambre delgado que se coloca sobre el asistente al mismo tiempo que la tela. La estructura de alambre se puede levantar mientras el asistente escapa sin ser visto.
Esta ilusión se le atribuye a Servais Le Roy y se realizó por primera vez con su esposa como asistente en 1902.

### Levitación Balducci

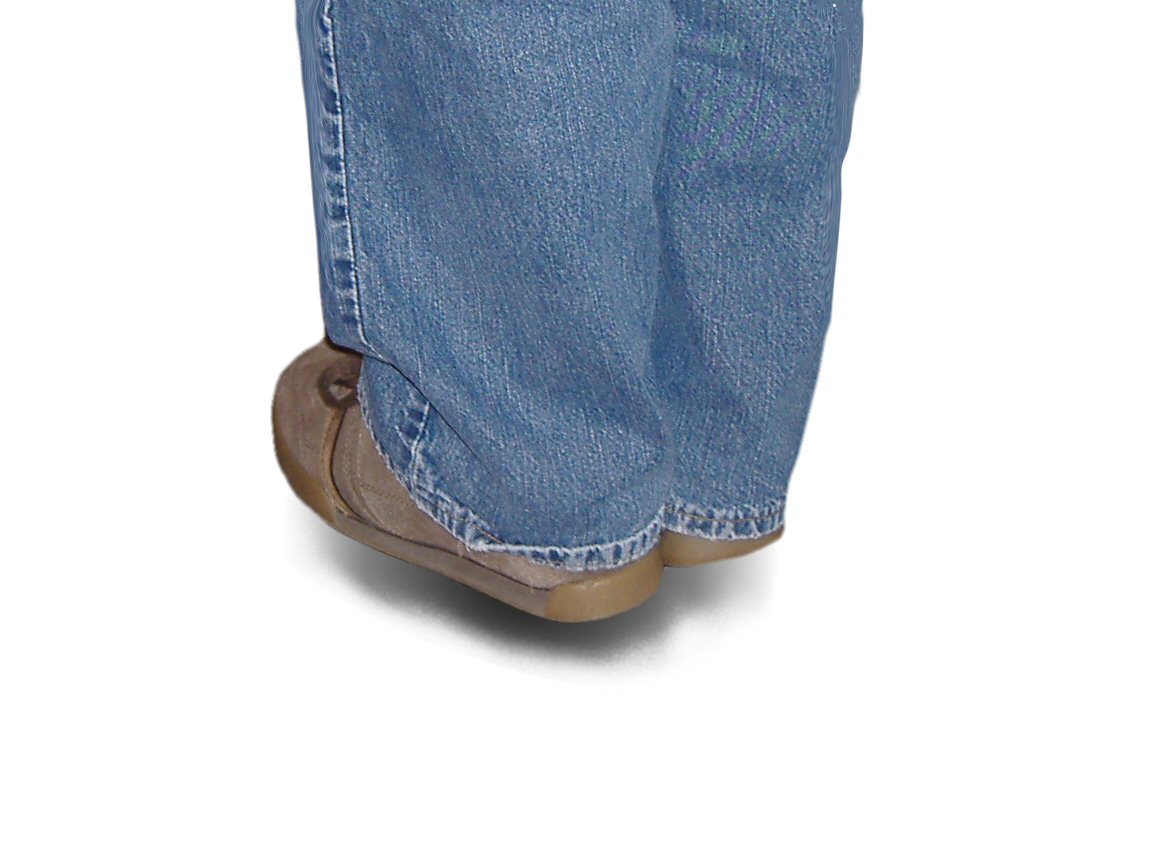
La levitación de Balducci

El artista se para en un ángulo de espaldas a los espectadores y parece levitar unos centímetros sobre el suelo. El efecto generalmente no dura más de cinco segundos. Los pies del artista vuelven al suelo y el efecto es completo.
El truco se realiza colocándose sobre la parte delantera de un pie, mientras se levanta un pie y la parte visible del otro pie, bloqueando la vista de la parte delantera del pie de apoyo con el otro pie y la parte trasera del pie de apoyo.
Esta ilusión fue descrita por primera vez por Ed Balducci en 1974. Se desconoce su inventor.

### Levitación de King

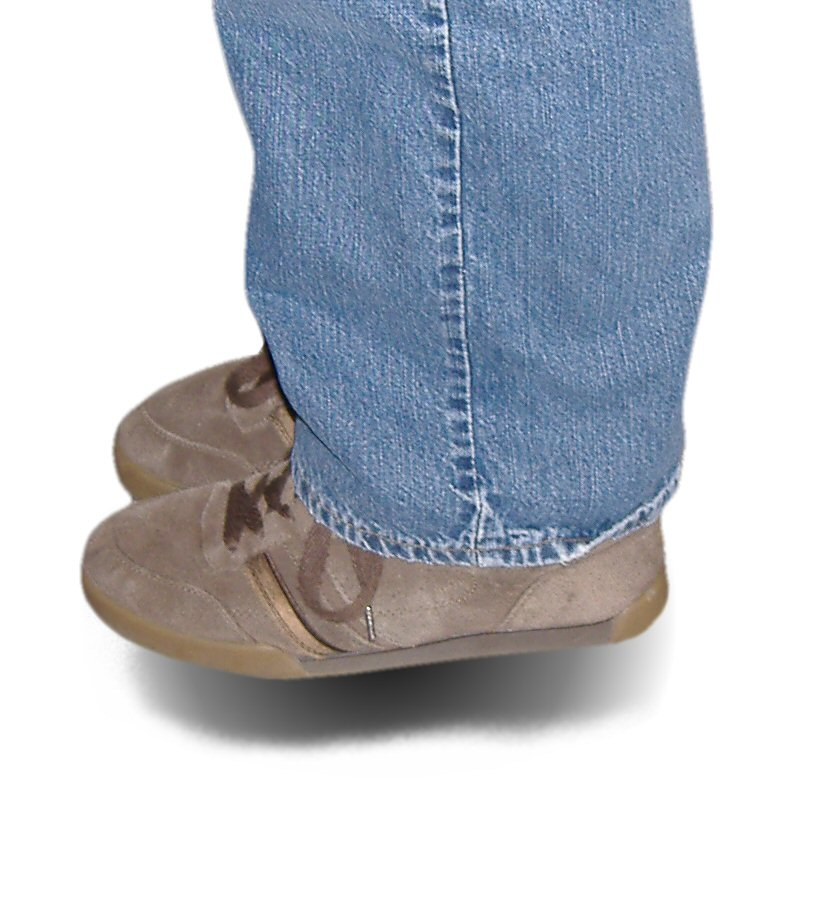
La levitación de King

El ejecutante se ve de lado. Las piernas del artista suelen estar cubiertas por un momento al comienzo del efecto, tal vez con una chaqueta. Todo el cuerpo del artista es claramente visible. De repente, parece parece que levita a unos centímetros del suelo. Se ve claramente que ambos pies están en el aire. La levitación suele durar unos pocos segundos.
El truco se realiza quitando el zapato más alejado de la audiencia y girando ese pie 90 grados alejándolo de la audiencia, con el zapato vacío sujeto entre ambos pies. Cuando el intérprete se apoya sobre la punta del pie oculto, los dos zapatos se levantan juntos y el público asume que ambos son los pies del intérprete.
Esta ilusión también se conoce como levitación King Rising.

### Silla en suspensión
La suspensión de una silla es una ilusión en la que una persona parece flotar en el aire, sostenida solo por el respaldo de una silla plegable.

### "La levitación de la Princesa de Karnac"
El mago estadounidense Harry Kellar realizó un truco en el que su asistente, presentada como una princesa hindú, era llevada al escenario aparentemente durmiendo en un sofá. Luego la levitaría, pasando un aro de un lado a otro de su cuerpo para demostrar que no estaba suspendida por ningún tipo de apoyo material.
Kellar supuestamente desarrolló este truco al irrumpir en el escenario durante un espectáculo de levitación de John Nevil Maskelyne, ver lo que necesitaba saber y marcharse. El escritor de Buffalo John Northern Hilliard escribió que la levitación fue una maravilla del siglo XX y "el logro culminante de la larga y brillante carrera del Sr. Kellar".
El truco se realizaba haciendo que la asistente descansara sobre una tabla plana oculta dentro de su vestido, conectada a una barra de metal que salía por el costado hacia el fondo del escenario. La barra estaba oculta por el vestido de la asistente y el telón del escenario. El otro extremo de la barra estaba conectado a una máquina que podía hacer subir y bajar a la mujer. Para permitir que Kellar "probara" con el aro que estaba flotando, la barra tenía una forma de "S", lo que le permitía mover el aro alrededor del cuerpo en cualquier dirección.

### Ilusión de vuelo de David Copperfield
El mago David Copperfield ha realizado una ilusión en varios espectáculos de magia desde 1992 en los que parece volar en el escenario durante varios minutos, mientras está rodeado de personas del público. Durante el truco, Copperfield vuela acrobáticamente en el escenario, realiza una voltereta hacia atrás en el aire y luego hace pasar aros giratorios a su alrededor, supuestamente para demostrar que no está suspendido por cables. A continuación, desciende a una caja de vidrio cubierta con una tapa, y continúa flotando dentro de ella.
El método fue creado por John Gaughan, quien describió cómo funciona el truco en la patente de EE. UU. N.º 5.354.238. La ilusión utiliza una serie de cables controlados por un equipo complejo dirigido por una computadora sobre el escenario. En la demostración de la caja de vidrio, la parte superior de la caja se enrosca entre los dos juegos de cables en posición vertical.

## De objetos

### Bombilla de luz flotante de Blackstone
Harry Blackstone, Sr. era famoso por realizar la ilusión de la "bombilla flotante", en la que una luz eléctrica encendida, supuestamente fabricada por Thomas Alva Edison, levitaba siguiendo las manos de Blackstone, y emitía luz sin estar conectada a ninguna toma de electricidad. A continuación, la bombilla se apagaría y levitaría en el aire, donde se volvería a iluminar, antes de flotar sobre la audiencia, todavía encendida. El mago holandés Hans Klok se convirtió en el custodio de la ilusión después de la muerte de Blackstone, Jr.

### Carta de Hummer
La carta de Hummer es un truco de levitación en el que una carta de una baraja normal flota, se cierne, gira y vuela alrededor del cuerpo del mago de una manera aparentemente imposible. Fue ideado por el innovador mago Bob Hummer.

### Cigarrillo flotante de Fearson
Un truco en el que un cigarrillo flota alrededor del artista, pasando de una mano a otra antes de caer repentinamente cerca del suelo. A medida que sube de nuevo pasa por un anillo formado por los dedos del artista, como prueba de que no hay soporte externo, y termina en su boca.